# Berniniella jahnae
Berniniella jahnae är en kvalsterart som först beskrevs av Sellnick 1961.  Berniniella jahnae ingår i släktet Berniniella och familjen Oppiidae. Inga underarter finns listade.